# Robert Aitken (Japanologe)

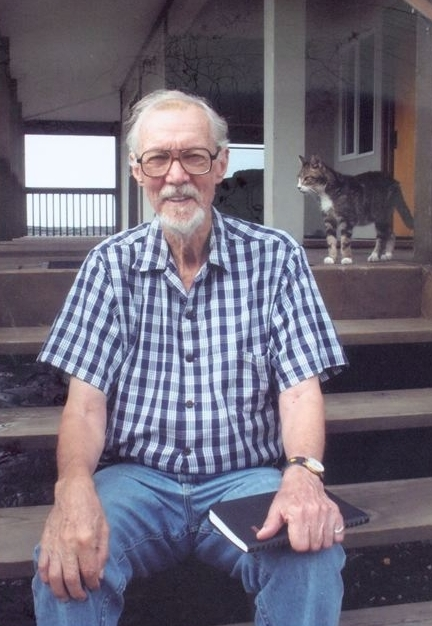
Robert Aitken ca. 2008

Robert Baker Dairyu Chotan Aitken Rōshi (* 19. Juni 1917 in Philadelphia, USA; † 5. August 2010 in Honolulu, Hawaii) war ein US-amerikanischer Literaturwissenschaftler, Autor, Friedensaktivist,  Zen-Lehrer und Zen-Meister. In Deutschland ist er in erster Linie durch seine Praxisanleitung Zen als Lebenspraxis bekannt sowie als Lehrer von Rolf Drosten (Gründer der „Wolken-und-Mond-Sangha“ Leverkusen). Seine eigene Autorisierung erhielt er von dem japanischen Zen-Meister Yamada Koun Roshi.

## Leben
Robert Aitken wurde 1917 in Philadelphia, Pennsylvania, geboren. Als er fünf war, zog die Familie nach Hawaii um. Durch einen Bekannten, der Aitkens literarische Begabung fördern wollte, wurde er auf asiatische Literatur aufmerksam und entwickelte insbesondere ein Interesse für Haikus. In den Wirren des Zweiten Weltkriegs geriet Aitken als Zivilist in japanische Gefangenschaft. Die Gefängnisaufseher bemerkten sein Interesse an Haiku-Dichtung, und als 1942 das Buch Zen in English Literature von Reginald Horace Blyth erschien, liehen sie Aitken ein Exemplar.
1944 wurden die Gefangenenlager in Kobe zusammengelegt, und so traf Aitken auf den ebenfalls internierten H. R. Blyth, der sein erster Lehrer in Sachen Zen wurde.
Nach seiner Rückkehr in die USA schrieb sich Aitken an der Universität von Kalifornien für englische Literatur ein und wurde 1947 Schüler von Senzaki Nyogen, der als einer der ersten Japaner überhaupt Zen im Westen bekannt machte. In den folgenden Jahren pendelte Aitken oft zwischen den USA und Japan und übte Zazen unter verschiedenen Lehrern, u. a. Soen Nakagawa, Eido Shimano, Hakuun Yasutani, Katsuki Sekida und Yamada Koun.
Später studierte er in Kalifornien japanische Philologie und an der Universität von Hawaii japanische Literatur. Während eines einjährigen Stipendiums-Aufenthalt in Japan 1949–1950 entfremdeten sich Aitken und seine erste Frau. Das Paar trennte sich 1952, Sohn Thomas (* 1950) blieb zunächst bei der Mutter. 1957 heiratete Aitken zum zweiten Mal, und zwar Anne Hopkins (1911–1994), die stellvertretende Direktorin der Happy Valley-Schule in Ojai, wo Aitken zu diesem Zeitpunkt angestellt war. Das Paar übersiedelte nach Hawaii, damit Aitken Kontakt zu seinem Sohn Thomas haben konnte. Dort etablierte sich ab 1959 eine Gruppe, die unter der Leitung von Robert Aitken gemeinsam Zazen übte. Als die Gruppe größer wurde, gründete Aitken den Zendo Koko-An, benannt nach dem nahegelegenen Koko-Head-Krater, doch bedeutet Koko-An auf Japanisch: „der kleine Tempel gleich hier“. Der von diesem Standort ebenfalls sichtbare Kratergipfel Diamond Head wurde zum Namensgeber der Gemeinschaft Diamond-Sangha, die gleichermaßen auf das Diamant-Sutra anspielt.
Im Jahr 1969 übersiedelte das Ehepaar Aitken nach Maui und gründete dort das Maui-Zendo. Für Robert Aitken, der sich engagiert für die Rechte von Frauen, Homosexuellen und der hawaiianischen Urbevölkerung einsetzte, waren er und Anne völlig gleichberechtigt darin, die Gemeinschaft zu leiten und sich in regelmäßigen Reisen nach Japan weiterzubilden. 1974 erhielt Aitken von Yamada Koun die Lehrbefugnis sowie 1985 die Dharma-Übertragung und somit den Titel Rōshi, zog es aber vor, weiterhin als Laie aufzutreten und nicht als ordinierter Zen-Priester.
Aitken war außerdem bekannt als Friedensaktivist, der sich in den 1940er Jahren gegen Atomtests positionierte, den Vietnamkrieg ebenso öffentlich kritisierte wie das nukleare Wettrüsten zwischen den USA und der UdSSR und der zu den ersten gehörte, die auf die Notwendigkeit einer ökologischen Betrachtungsweise aufmerksam machten. Zusammen mit Anne Hopkins Aitken, Gary Snyder und anderen gründete er die Buddhist Peace Fellowship als politischen Arm einer gewaltfreien, ökologischen Bewegung, die sich gegen diktatorische Unterdrückung und für Abrüstung einsetzt.
Robert Baker Aitken starb am 5. August 2010 in Honolulu, Oahu, Hawaii, an einer Lungenentzündung.

## Dharma-Erben
Im Lauf seiner Lehrtätigkeit ernannte Robert Aitken Rōshi eine Reihe von Dharma-Nachfolgern:
1. Alcalde, Augusto Nyo’ei Gen’un
2. Barzaghi, Subhana, Gyo Shin, Myo-Un-An
3. Bobrow, Joseph
4. Bolleter, Ross
5. Henry, Michael Danan
6. Dawson, Geoff
7. Drosten, Rolf
8. Duffy, Jack Kenzan Kan’un Ken
9. Foster, Nelson
10. Hawk, Pat Seisho Shin’un
11. Gyger, Pia Jinji
12. Morgan, Marian
13. Steger, Manfred B.
14. Tarrant, John Nanryu Ji’un-ken

## Werke
In Deutschland sind im Buchhandel folgende Werke von Aitken Roshi lieferbar (Stand Sommer 2018):
- Zen als Lebenspraxis. Diederichs Gelbe Reihe, München 1988, ISBN 3-424-00928-8.
- Zen-Meister Rabe: Fabelhafte Zen-Geschichten. Theseus-Verlag, Bielefeld 2003, ISBN 3-89620-211-1
- Ethik des Zen. Diederichs Gelbe Reihe, München 1989, ISBN 3-424-00929-6
- Wege der Weisheit: Der Pfad des Zen. Weltbild-Verlag, Augsburg 2002 (Co-Autor: Gary Snyder)
- Der spirituelle Weg. Zen-Buddhismus und Christentum im täglichen Leben. Droemer-Knaur, München 1996, ISBN 3-426-86117-8 (Co-Autor: David Steindl-Rast).